# ليه باين
ليه باين (بالإنجليزية: Les Payne)‏ هو صحفي أمريكي، ولد في 12 يوليو 1941 في توسكالوسا في الولايات المتحدة، وتوفي في 19 مارس 2018.